# Chajim Ari'av
Chajim Ari'av (hebrejsky: חיים אריאב, rodným jménem Chajim Krupski, žil 1895 – 16. června 1957) byl sionistický aktivista, izraelský politik a poslanec Knesetu za stranu Všeobecní sionisté.

## Biografie
Narodil se ve městě Lida v tehdejší Ruské říši (dnes Bělorusko). Absolvoval židovskou základní školu. V roce 1912 přesídlil do dnešního Izraele. Vystudoval Gymnázium Herzlija v Tel Avivu, studoval právo na právní škole v Jeruzalému. Získal osvědčení pro výkon profese právníka. Během první světové války dobrovolně vstoupil do osmanské armády, prošel důstojnickým kurzem a vyučoval na vojenské škole v Damašku. Po odhalení židovské špionážní sítě Nili byl dočasně zatčen, pak vyslán na kavkazskou frontu.

## Politická dráha
Byl aktivní v asociaci studentů Gymnázia Herzlija. V letech 1929–1931 byl generálním tajemníkem Židovské agentury v Jeruzalému. Působil i jako tajemník zemědělské asociace Hitachdut ha-Ikarim. Byl jedním ze zakladatelů zdravotní pojišťovny Amamit. Byl členem výkonného výboru strany Všeobecných sionistů. Zakládal noviny ha-Boker.
V izraelském parlamentu zasedl po volbách v roce 1951, do nichž šel za Všeobecné sionisty. Byl členem parlamentního výboru finančního a výboru pro záležitosti vnitra. V Knesetu se objevil i po volbách v roce 1955, kdy opět kandidoval za Všeobecné sionisty. Byl členem parlamentního výboru finančního a výboru pro ústavu, právo a spravedlnost. Zastával rovněž post místopředsedy Knesetu. Zemřel během funkčního období. Jeho poslanecké křeslo zaujal Ja'akov Klivnov.